# エリム・ガラック
エリム・ガラックは、SFテレビドラマ『スタートレック:ディープ・スペース・ナイン』に登場する人物の一人で、カーデシア人（演：アンドリュー・ロビンソン、日本語版での声：大川透）。

## 概要
ガラックはカーデシア・プライムに生まれカーデシアの情報組織であるオブシディアン・オーダーの一員としてその長の右腕にまで上りつめる。この間ロミュラスにおけるカーデシアの大使館の庭師に身をやつしたこともあった。
その後、オブシディアン・オーダーの長官であるエナブラン・テインにより、カーデシア・プライムから突然に追放され、ディープ・スペース・ナインがまだカーデシア管理下のテロック・ノールであったころに移住し、仕立屋として暮らす。ベイジョー返還後もカーデシア人としては暮らしにくいディープ・スペース・ナインにたった１人で留まったのは、オブシディアン・オーダーからの暗殺から逃れる為でもある。仕立屋として身をやつしているのは彼の本意ではないものの、まんざらでもない様子も感じさせる。
惑星連邦とベイジョーがディープ・スペース・ナインを管理下においてからは仕立屋として働きながら、カーデシアにおけるコンタクトと知識を利用して惑星連邦に助力を行ったが、同時にカーデシアのためのスパイ活動も行なっていたと疑われている。
ジュリアン・ベシアとは友人関係となり、週に一度は昼食を共にする。元々おしゃべり好きな性格もあり、フェレンギ人のクワークとも仲が良いようだ。
ガル・デュカットの娘ジヤルと恋愛関係となるが、彼女の死により終わりを告げた。
オブシディアン・オーダーとロミュラン帝国の諜報組織タル・シアーによるドミニオンを支配する創設者の惑星の攻撃に参加するが、その失敗の後は母国から追放された者同士としてオドーと友人になる。
その後、ガンマ宇宙域から伝わったエナブラン・テインの救難信号に応じ、捕虜収容所で彼と再会するも、老病のテインはその直後に息を引き取った。そして、ガラックはテインの息子だったことが、その場にいたベシアやウォーフたちに周知されることになった。
ドミニオン戦争においてはカーデシアにおける惑星連邦の情報源となり、ロミュラン帝国を惑星連邦の味方にすることに成功する。戦争後半はU.S.S.ディファイアントに乗船して数々の作戦に参加する。最初はベンジャミン・シスコに嘆願して乗船していたが、その手腕を買われて正式なクルーとなったようだ。
やがてカーデシアにおける反ドミニオン地下組織の一員としてドミニオン戦争の終結に寄与するが、その結果としてカーデシア・プライムは大きな被害を受ける。
最終話でのベシアとの最後の会話から、カーデシアに残り、新しい政府の一員としてカーデシア・プライム復興に取り掛かっているものと思われる。
2381年前後でも仕立て屋自体はDS9に残っていることが『スタートレック：ローワーデッキ』シーズン3の26話にて言及されている。

## 性格
基本的には礼儀正しく穏やかだが、同時に一流の諜報員であった為か掴み所の無い部分もあり、組織のかつての上司にして父であったエナブラン・テインをして「嘘が通ればそれを突き通す」と言わしめるほど。その経歴から彼は本当の感情を滅多に表に出さない。それは親友や恋人、そして父親の前でもそうであったようだ。また非常におしゃべり好きで、クワークの店で良く彼と話をしたり、ベシアと文学について論議をする事を楽しんでいる。
閉所恐怖症を患っており、ジェムハダーの捕虜になった際、閉所で長時間の脱出作戦を行ってからは更に悪化した（ステーションの圧迫感から逃れる為エアロックから宇宙へ出ようとしたほど）。だがその恐怖症もエズリ・ダックスのカウンセリングやカーデシアの危機での多忙といった中で、徐々に緩和されたようである。
また、目的の為には旧知の間柄さえ躊躇無く殺害する冷徹な部分も持ち合わせており、カーデシア時代に険悪だったとはいえ旧知の間柄だったガル・トランや「いい奴」と評していたかつての同僚エンテクを手にかけている。
祖国からは追放された身だが、愛国者である。連邦の作戦に協力し、多数の同胞を手に掛ける裏切り者の汚名を負ってまで、祖国の為と信じ解放に尽力した。
自身を追放した一人であるガル・デュカットを激しく嫌悪しているが、その愛国心の為クリンゴン軍からディープ・スペース・ナインに逃げてきたカーデシア評議員を守る際、彼と共闘した事もある。
尋問や拷問に対して独自の美学をもっており、暴力よりも効率的で効果的な物と言い切っている。実際オブシディアン・オーダー内ではその道の第一人者として知られていたようだ。
並行世界においてはカーデシア軍人として軍服を身にまとい、キラ・ネリス元司令官やウォーフ執政官に面従腹背している。最終的にクワークやグランドネーガス・ゼクたちを手にかけようとしたところでエズリ・ティーガンに殺されている。

## 経歴
- カーデシアにおける反ドミニオン地下組織一員
- テロック・ノール（後にディープ・スペース・ナイン）において仕立屋
- オブシディアン・オーダーの一員

## 家族
- エナブラン・テイン （父）
- ミラ　（家政婦）